# Кошуки
Кошуки — село в Тавдинском городском округе Свердловской области России.

## История
Село Кошуки упоминается у Н. М. Карамзина в его труде «История государства Российского»: «Мимо Кошуков проходили стуги Ермака. Уходя от гнева татар, Ермак не смог вернуться на реку Туру, по которой спустился к Тобольску, и ему пришлось искать новый путь. Поднявшись по реке Тавде он понял, что не сможет выйти к тому пути, которым попал в Туру, и поэтому возвратился назад в Тобол где и принял свой последний бой». Именно во время поиска пути возвращения Ермак проходил мимо поселения ныне именуемого Кошуками.
В начале XX века село Кошукское — волостной центр Кошукской волости Туринского уезда Тобольской губернии Российской империи.

## География
Село расположено в 18 км к юго-востоку от города Тавды, в низменности, окружённой возвышенностями. Рядом протекает река Тавда, которая является самой крупной водной артерией  Свердловской области.
Также рядом с селом протекают две небольшие реки: Билькинка и Десяткина. Обе реки являются притоками реки Тавды.
Среди полезных ископаемых разведаны кварцевый (белый) песок, красная глина, пригодная для изготовления печного кирпича, белая глина и синяя (лечебная) глина. Лес в районе села Кошуки смешанный. Почвы суглинистые.
Также имеются места с месторождениями апока и подземные источники с высоким содержанием кремния.
Климат умеренно континентальный с холодной зимой и тёплым летом.

## Население
| 2002 | 2010 | 2021 |
| ---- | ---- | ---- |
| 513  | ↘448 | ↘321 |

Коренное население Кошуков: это манси (вогулы)
, затем на их место пришли самоходы.
Самоходами были люди, бегущие от барщины из Украины, Белоруссии и центральной России.
Во время развития СССР в село приезжали специалисты по распределению, остававшиеся здесь на постоянное место жительства.

## Экономика
Население в основном занято в сельском хозяйстве (разведение крупного рогатого скота и посев кормовых зерновых культур).
Основным предприятием, действующим на территории села, является Сельскохозяйственный производственный кооператив «Рассвет».